# Juan de Ager
Juan de Ager (Calasanz, ? - Benabarre, 30 de mayo de 1587) fue uno de los cabecillas de los vasallos en la guerra de Ribagorza. 
Durante los diez años que estuvo al frente de la causa de los ribagorzanos, dirigió los destinos del condado, favoreciendo las aspiraciones de la monarquía, que ansiaba desposeer al conde e implantar su autoridad, con lo que buscaba garantizar la defensa de los pasos y puestos fronterizos pirenaicos. El cronista Vincencio Blasco de Lanuza afirma que Juan de Ager hizo una gran labor imponiendo el orden y ahuyentando malhechores de la zona,  aunque reconoce también que la decisión de no acatar ninguna ley ni autoridad que fuera contraria a sus fines, le llevó a ajusticiar, torturar o desterrar a los partidarios de la causa del conde. Falleció en Benabarre cuando el conde Fernando de Gurrea y Aragón reunió a sus afines para intentar hacer frente a la insurrección.